# 盈州
盈州，金朝时设置的州。
承安三年（1198年）升大兴府（即中都，今北京市）的宝坻县置盈州，治所在今天津市宝坻区。下辖宝坻县、香河县、武清县。寻复降为宝坻县。 